# فتيان أشقياء للأبد
فتيان أشقياء للأبد (بالإنجليزية: Bad Boys for Life)‏ هو فيلم أكشن كوميدي أمريكي أنتج سنة 2020، الفيلم من إخراج الثنائي عادل العربي وبلال فلاح وواشترك في كتابة السيناريو بيتر كرايغ وجو كارنهان وكريس بريمنر ومن إنتاج شركة سوني وكولومبيا. والفيلم تكملة للجزء السابق فتيان أشقياء 2 الذي انتج سنة 2003.
بلغت تكلفة إنتاج الفيلم 90 مليون دولار، أما الإيرادات فبلغت 419 مليون دولار، مما يجعل الفيلم الأكثر ربحاً من جميع سلاسل الفتيان الأشقياء، رغم أن الفيلم لم يستكمل أرباحه بسبب أزمة جائحة فيروس كورونا 2019–20، لذلك أصدرت نسخة ديجيتال من الفيلم ليباع بدلاً من السينما، لكن هذه الفكرة لم يتم التعويل عليها كثيراً.

## قائمة الممثلين
- ويل سميث
- مارتن لورنس
- باولا نونيز
- فانيسا هادجنز
- ألكسندر لودفيج
- تشارلز ميلتون
- كيت ديل كاستيلو
- نيكي جام
- جو بانتوليانو
- تيريزا رندل
- مايكل بي
- دي جي خالد

## روابط خارجية
- فتيان أشقياء للأبد على موقع IMDb (الإنجليزية)
- فتيان أشقياء للأبد على موقع ميتاكريتيك (الإنجليزية)
- فتيان أشقياء للأبد على موقع روتن توميتوز (الإنجليزية)
- فتيان أشقياء للأبد على موقع نتفليكس (الإنجليزية)
- فتيان أشقياء للأبد على موقع قاعدة بيانات الأفلام العربية
- فتيان أشقياء للأبد على موقع ألو سيني (الفرنسية)
- فتيان أشقياء للأبد على موقع Turner Classic Movies (الإنجليزية)
- فتيان أشقياء للأبد على موقع أول موفي (الإنجليزية)
- فتيان أشقياء للأبد على موقع بوكس أوفيس موجو (الإنجليزية)
- فتيان أشقياء للأبد على موقع فيلمافينيتي (الإسبانية)